# Kirgiz Szociáldemokrata Párt
A kirgiz Szociáldemokrata Párt ( oroszul: Социал-демократическая партия Кыргызстана, Szocial-gyemokratyicseszkaja partyija Kirgizstana;  kirgizül: Кыргызстан Социал-дeмoкратиялык Пaртиясы, Qırğızstan sotsial-demokratiyalıq Partiyası) Kirgizisztán egyik politikai pártja. A tagság 1993. október 1-én hozta létre a pártot, de azt csak 1994. december 16-án jegyeztették be az Igazságügyi Minisztériumnál. A párt elnöke Abdügani Erkebaev volt, akit 1999. július 30-án váltott Almazbek Atambajev. A párttagok többségét az ország vállalkozói adják.
2004. május 20-án a Kirgiz Szociáldemokrata Párt (SDPK) beleegyezett, hogy csatlakozik a Tiszta Választásokért választási szövetségbe, A szövetség legnagyobb pártja 2004. októberben Melisz Esimkanov vezetésével beolvadt az SDPK-ba, amivel már a 2005. májusi választásra készültek.
A párt látható mértékű tevékenységet fejtett ki a tulipános forradalom alatt, és a biskeki, 2006. áprilisi és novemberi megmozdulásokon is láttatta magát. Temir Szariev, egy vezető képviselőjük, aki 2006-ban csatlakozott hozzájuk, elhagyta a pártot, mert nem értett egyet Almazbek Atambajevvel, aki 2007 márciusában végül miniszterelnök lett. 
A 2010-as választásokon a szavazásra jogosultak 8%-ának a szavazatát szerezte meg az SDPK, így a 120 fős parlamentbe 256 képviselőt küldhetett. Ezzel az öt, 5%-ot elért párt közül neki lett a második legnagyobb a frakciója. 2015-ben a megszerezhető 120 helyből már 38-at szerzett meg. 2017-ben jelöltjük, Szooronbaj Dzseenbekov a szavazatok 54%-ával megnyerte az elnökválasztást.
2018. júniusban a pártot felvették teljes jogú tagnak a Szocialista Internacionáléba.
2019. márciusban több tag is csatlakozott Almazbek Atambajevhez, aki kivált az SDPK-ból és a kormánykoalícióból, mert egyre nagyobb vitái adódtak. Eredetileg úgy tűnt, Atambajev felnevelt utódja, Dzseenbekov felszámolt rengeteg olyan dolgot, mely Atambajev kormányzásához volt köthető, és elkezdte vizsgálni, milyen korrupt események lehettek azalatt, amíg elődje volt a hivatalban. 2020. májusban Atambajev két fia bejelentette, hogy egy új párthoz, a Kirgizisztán Szociáldemokratáihoz csatlakoznak. A május 26-i politikai tanács után még többen kiléptek a pártból.Mivel a párt gyakorlatilag elaprózódott, ezért nem vett részt a 2020. októberi választásokon. 
A párt Dzseenbekov elnökhöz húzó szárnya Birimdik néven alakult újjá, míg az Atambajev-tömb maradt a pártban. A Kirgizisztán Szociáldemokratái a 2020. októberi választáson nem jutott be a parlamentbe. Szövetségben több ellenzéki párttal, mint a szélsőjobboldali Egységes Kirgizisztán, és az egykor Atambajev ellenzékének számító Haza, Egység, és Köztársaság pártokkal együtt támogatta a szavazatvásárlások miatti tüntetéseket, aminek nyomására pár nappal később megsemmisítették a választás eredményeit, és Dzseenbekov lemondott posztjáról. 

## Híres tagok
- Almazbek Atambajev (2019. májusig)
- Roza Otunbajeva (2010. május 21-ig)[7]
- Szooronbaj Dzseenbekov
- Bakyt Beshimov
- Isa Omurkulov
- Mirbek Asanakunov 2010--2011-ben Iszik-Köl tartomány vezetője
- Asel Koduranova 2015. óta képviselő
- Asilbek Jeenbekov
- Kubanychbek Kadyrov
- Irina Karamuskina 2010–2015 között képviselő
- Damira Niyazalieva
- Ruslan Shabatoev

## Fordítás
- Ez a szócikk részben vagy egészben  a   Social Democratic Party of Kyrgyzstan című angol Wikipédia-szócikk fordításán alapul.  Az eredeti cikk szerkesztőit annak laptörténete sorolja fel. Ez a jelzés csupán a megfogalmazás eredetét és a szerzői jogokat jelzi, nem szolgál a cikkben szereplő információk forrásmegjelöléseként.